# Julierpass
Julierpass (nazwa niemiecka, rom. Pass dal Güglia, wł. Passo del Giulia) – położona na wysokości 2284 m n.p.m. przełęcz alpejska w kantonie Gryzonia w Szwajcarii. Przez przełęcz przebiega europejski dział wodny. Spod przełęczy wypływa w kierunku wschodnim i południowym strumień Ovel da Lagrev.
Wybudowana w roku 1826 droga wiedzie z położonej na wysokości 851 m n.p.m. miejscowości Tiefencastel wzdłuż rzeki Julia/Geglia doliną Oberhalbstein (Surses) przez Savognin, Marmorera, Bivio, a za przełęczą Julierpass do Silvaplana (retorom. Silvaplauna, 1815 m n.p.m.) w dolinie Engadyna. Po dostosowaniu do współczesnych wymagań droga ta, długości całkowitej 43 km i o szerokości nie mniej niż 5 metrów, otwarta jest przez cały rok.
Północny odcinek drogi, od Tiefencastel do przełęczy, ma 36 km długości i pokonuje różnicę wzniesień 1433 metrów przy przeciętnym nachyleniu 4% (maksymalnie 10%), wobec czego jest stosunkowo mało stromy. Fragment tego odcinka przebiega obok wybudowanej w 1954 zapory wodnej Marmorera (Castiletto) i powstałego w wyniku przegrodzenia nią rzeki Julia/Geglia jeziora zaporowego Marmorera.
Południowy odcinek, od przełęczy do Silvaplana, na siedmiokilometrowej trasie obniża się o 469 metrów przy średnim nachyleniu 6,9% (maksymalnie 10%).

## Przebieg drogi
| Miejscowość  | wysokość (m n.p.m.) | długość odcinka | różnica wysokości | skumulowana odległość od początku trasy | skumulowana wysokość od początku trasy |
| ------------ | ------------------- | --------------- | ----------------- | --------------------------------------- | -------------------------------------- |
| Tiefencastel | 851                 | –               | –                 | 0 km                                    | 0 m                                    |
| Savognin     | 1207                | 9 km            | 356 m             | 9 km                                    | 356 m                                  |
| Rona         | 1408                | 5 km            | 201 m             | 14 km                                   | 557 m                                  |
| Mulegns-Sur  | 1538                | 4,5 km          | 130 m             | 18,5 km                                 | 687 m                                  |
| Marmorera    | 1680                | 2,5 km          | 142 m             | 21 km                                   | 829 m                                  |
| Bivio        | 1769                | 5 km            | 89 m              | 27 km                                   | 918 m                                  |
| Julierpass   | 2284                | 9 km            | 515 m             | 36 km                                   | 1433 m                                 |
| Silvaplana   | 1815                | 7 km            | – 469 m           | 43 km                                   | 1433–469=964 m                         |

## Galeria

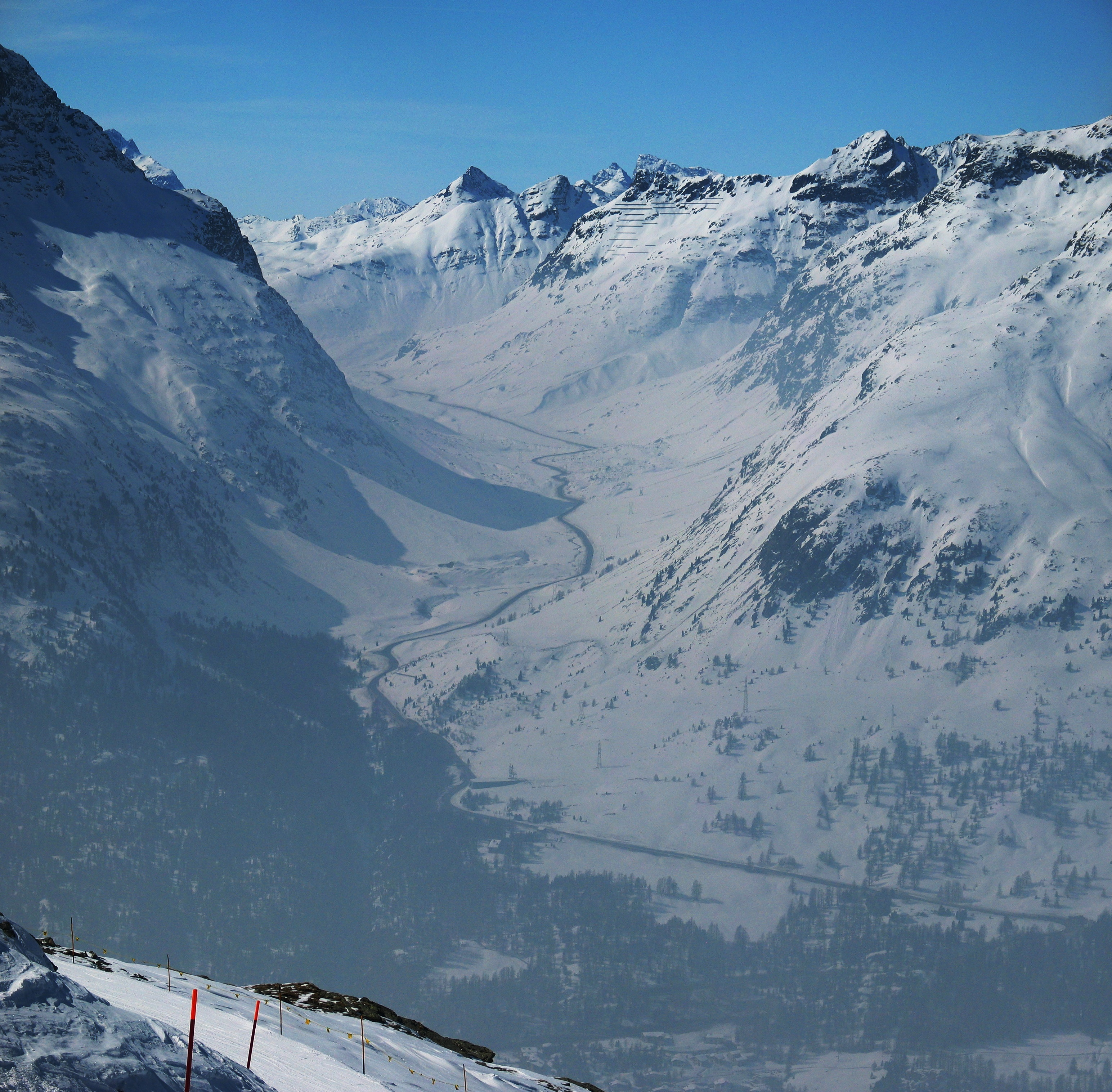
Przełęcz od południa
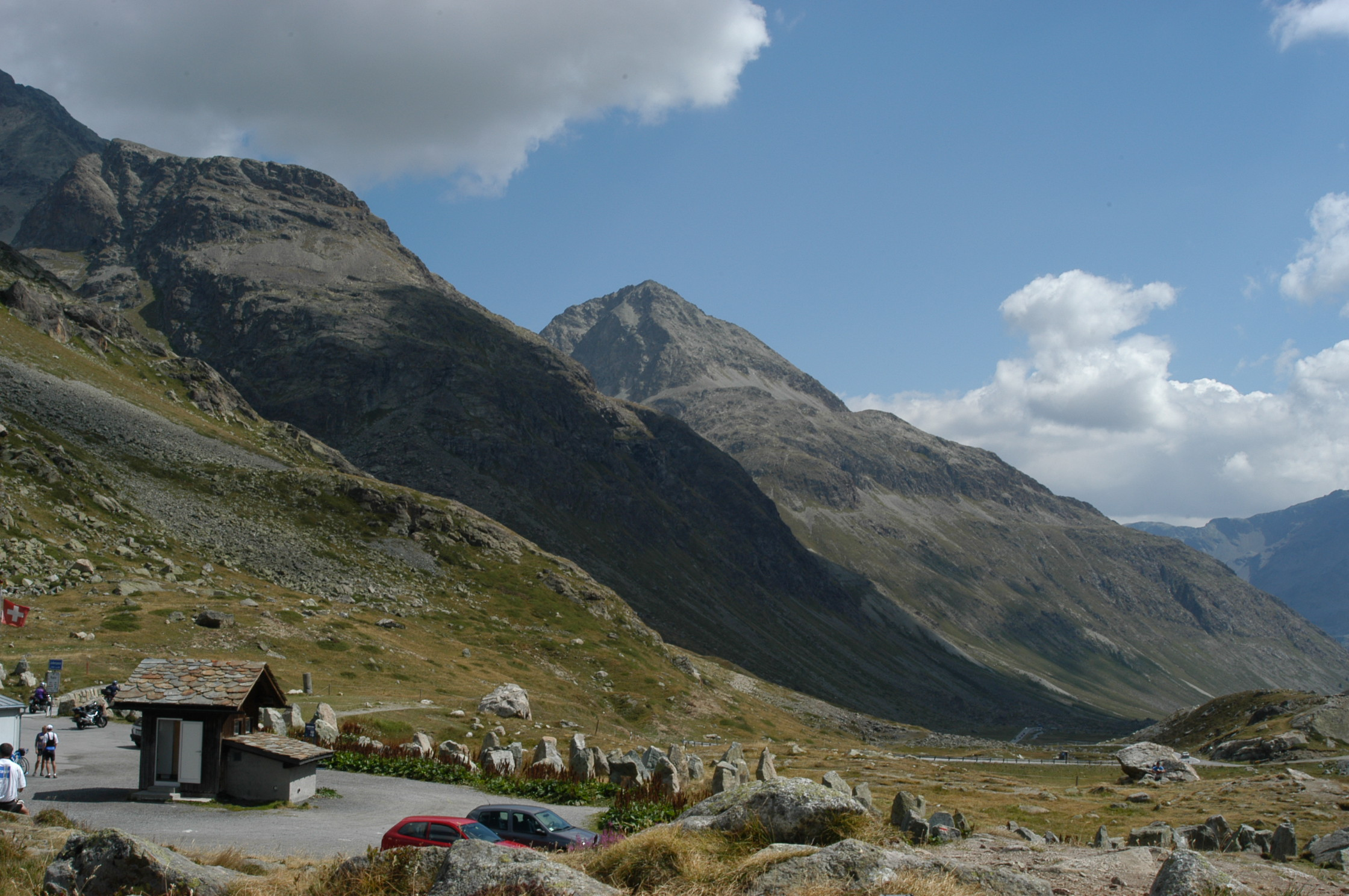
Widok z przełęczy
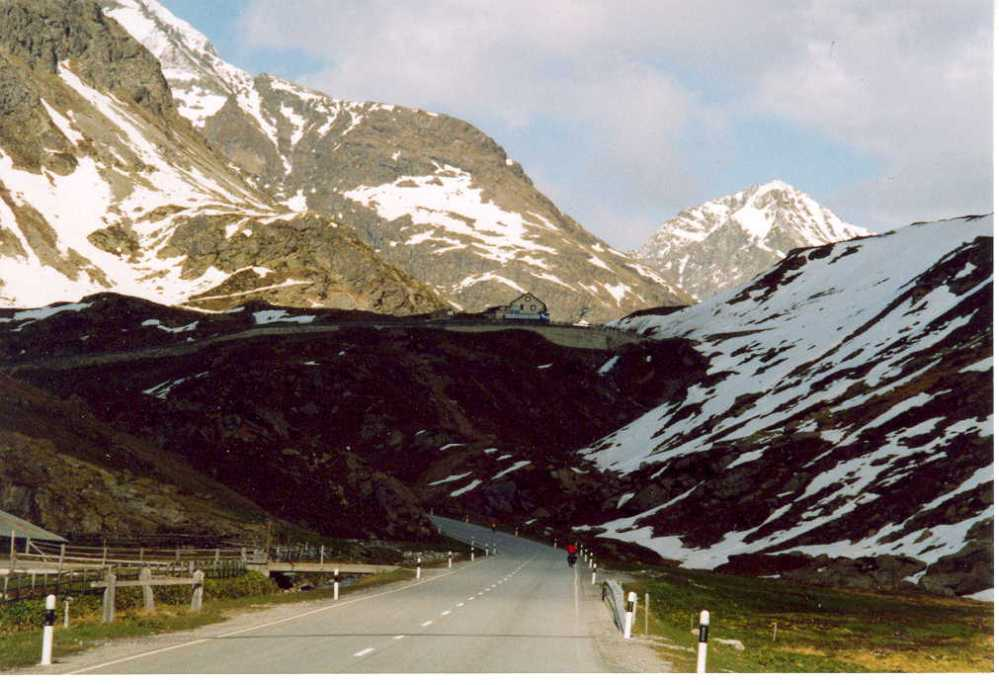
Widok od północy